# Mathieu Bisséni
Pour les articles homonymes, voir Bisseni.
Mathieu Bisséni, né le 2 janvier 1950 à Berbérati dans le territoire de l'Oubangui-Chari (aujourd'hui République centrafricaine), est un joueur franco-camerounais de basket-ball.

## Biographie
Né en 1950, il rejoint la France et Orthez lors de l'été 1971. Il ne quittera pas le club de l'Élan Béarnais. Il participe à la montée 1re Division en 1972-1973. Le club ne parvient pas à se maintenir mais il remonte de suite en 1974-1975, en étant Champion de France de 2e Division.
Il connaît en 1977 la première qualification du club pour la Coupe d'Europe, la Coupe Korac. Pivot au gabarit intimidant, il est un titulaire indiscutable et il gagne même sa place en sélection nationale française après avoir été naturalisé.
Il gagne avec son club la Coupe Korac en 1984 et il participe à la conquête du premier  titre de champion de France en 1986 aux côtés du Sénégalais Benkali Kaba, de Freddy Hufnagel et de Paul Henderson.
Il arrête sa carrière à l'âge de 36 ans.
International avec l'équipe de France (91 sélections), il a également évolué sous la maillot du Cameroun, disputant le Championnat d'Afrique de basket-ball 1972, et de Centrafrique.
Mathieu Bisséni a eu deux enfants. Il suit la carrière de sa fille Éva Bisseni, grand espoir du judo français. Son fils, Brice Bisseni, né en 1976 à Orthez, 2,01 m, joue ailier ou intérieur pour les clubs d'Antibes, de Levallois, de Nancy, de Monaco.

## Carrière
- 1971-1986 :  Orthez (Nationale 1)

## Palmarès
- Vainqueur de la Coupe Korac en 1984
- Vainqueur du Championnat de France en 1986